# DFBポカール2022-2023
DFBポカール2022-2023（2022–23 DFB-Pokal）は、2022年7月29日から2023年6月3日の期間に開催される、通算70回目 (前身も含めれば80回目)のDFBポカールである。

## 参加クラブ
以下の64クラブが参加する。
| ブンデスリーガ (18クラブ) ブンデスリーガ2021-22所属全クラブが出場 | 2. ブンデスリーガ (18クラブ) 2. ブンデスリーガ2021-22所属全クラブが出場 | 3. リーガ (4クラブ) 3. リーガ2021-22における上位4チームが出場 |
| - バイエルン・ミュンヘン - ドルトムント - レヴァークーゼン - RBライプツィヒ - ウニオン・ベルリン - フライブルク - ケルン - マインツ - ホッフェンハイム - ボルシアMG - フランクフルト - ヴォルフスブルク - ボーフム - アウクスブルク - シュトゥットガルト - ヘルタ・ベルリン - ビーレフェルト (II) - グロイター・フュルト (II) | - ブレーメン (I) - シャルケ (I) - ハンブルガーSV - ダルムシュタット - ザンクトパウリ - ハイデンハイム - パーダーボルン - ニュルンベルク - キール - デュッセルドルフ - ハノーファー - カールスルーエ - ハンザ・ロストック - ザントハウゼン - レーゲンスブルク - ディナモ・ドレスデン (III) - エルツゲビルゲ・アウエ (III) - インゴルシュタット (III) | - マクデブルク (II) - ブラウンシュヴァイク (II) - カイザースラウテルン (II) - 1860ミュンヘン |
| 各地域代表 (24クラブ) 各地域のサッカー協会カップの優勝クラブが出場 | | |
| - バーデン ヴァルトホーフ・マンハイム (III) - バイエルン イラーティッセン (IV) バイロイト (III) - ベルリン ヴィクトリア・ベルリン (IV) - ブランデンブルク コットブス (IV) - ブレーメン ブレーマー (V) - ハンブルク テウトニア・オッテンセン (IV) - ヘッセン オッフェンバッハ (IV)                                             | - メクレンブルク＝フォアポンメルン ノイシュトレーリッツ (V) - ミッテルライン ヴィクトリア・ケルン (III) - ニーダーライン シュトラーレン (IV) - ニーダーザクセン SWレーデン (IV) ブラウ＝ヴァイス・ローネ (V) - ラインラント エンゲルス (V) - ザールラント エルフェアスベルク (III) - ザクセン ケムニッツ (IV)                                       | - ザクセン＝アンハルト ヴェルニゲローデ (V) - シュレースヴィヒ＝ホルシュタイン リューベック (IV) - ズュートバーデン オーベルアーハーン (V) - ズュートヴェスト ショット・マインツ (V) - テューリンゲン カールツァイス・イェーナ (IV) - ヴェストファーレン レーディングハウゼン (IV) カーン・マリーンボルン (IV) - ヴュルテンベルク シュトゥットガルト・キッカーズ (V) |
| 括弧内のローマ数字は2022-23シーズンの所属ディビジョン (I：ブンデスリーガ 、II：2. ブンデスリーガ 、III：3. リーガ 、IV：レギオナルリーガ、V：オーバーリーガ | | |

## 日程
| 試合     | 組み合わせ抽選会 | 開催日                                 |
| -------- | ---------------- | -------------------------------------- |
| 1回戦    | 2022年5月29日    | 2022年7月29日-8月1日 & 8月30日-8月31日 |
| 2回戦    | 2022年9月4日     | 2022年10月18日・19日                   |
| 3回戦    | 2022年10月23日   | 2023年1月31日-2月1日 & 2月7日・8日     |
| 準々決勝 | 2023年2月12日    | 2023年4月4日・5日                      |
| 準決勝   | 2023年4月9日     | 2023年5月2日・3日                      |
| 決勝     | 2023年4月9日     | 2023年6月3日                           |

## 1回戦
組み合わせ抽選会は、2022年5月29日に行われた。チーム名横の括弧内の数字は2022-23シーズンの所属ディビジョンを表す (2回戦以降も同様)。試合時間はいずれも現地時間 (1回戦、2回戦、準決勝、決勝はCEST (UTC+2)。それ以外はCET (UTC+1))。
| 2022年7月29日 | カーン・マリーンボルン (5) | 0 - 2    | ニュルンベルク (2)                  | ジーゲン                                                                  |  |
| 18:01         |                            | レポート | ガイス 45分 · ヴァレンティーニ 84分 | 競技場: ライムバハシュタディオン 観客数: 8,000人 主審: ロベルト・カンプカ |  |

| 2022年7月29日 | ノイシュトレーリッツ (5) | 0 - 8    | カールスルーエ (2)                                                                                    | ノイシュトレーリッツ                                                          |  |
| 18:01         |                          | レポート | シュロイゼナー 12分, 14分, 41分 · ゴンドルフ 67分 · バトマズ 72分 · ゴードン 73分 · ラップ 82分, 87分 | 競技場: パルクシュタディオン 観客数: 5,000人 主審: コンラッド・オルドヘイファ |  |

| 2022年7月29日 | ディナモ・ドレスデン (3) | 0 - 1    | シュトゥットガルト (1) | ドレスデン                                                                                           |  |
| 18:01         |                          | レポート | チュルリノフ 33分      | 競技場: ルードルフ＝ハルビヒ＝シュタディオン 観客数: 22,644人 主審: フローリアン・バドシュトゥブナー |  |

| 2022年7月29日 | 1860ミュンヘン (3) | 0 - 3    | ドルトムント (1)                               | ミュンヘン                                                                             |  |
| 20:46         |                    | レポート | マレン 8分 · ベリンガム 31分 · アデイェミ 35分 | 競技場: グリュンヴァルター・シュタディオン 観客数: 15,000人 主審: ベンヤミン・ブランド |  |

| 2022年7月30日 | ヴィクトリア・ベルリン (2) | 0 - 3    | ボーフム (1)                                  | ベルリン                                                                                  |  |
| 13:01         |                            | レポート | ツォラー 18分 · 浅野拓磨 22分 · ホフマン 65分 | 競技場: フリードリッヒ・ヤーン・シュポルトパルク 観客数: 5,573人 主審: パトリック・アルト |  |

| 2022年7月30日 | シュトラーレン (4)                        | 3 - 4    | ザンクトパウリ (2)                                  | デュースブルク                                                                      |  |
| 13:01         | ヴィカリオ 19分, 80分 · ンシミリマナ 42分 | レポート | スミス 26分 · メディッチ 40分, 90分 · オットー 62分 | 競技場: シャウインスラント・ライゼン・アレーナ 観客数: 5,874人 主審: トム・バウアー |  |

| 2022年7月30日                                          | レーゲンスブルク (2)          | 2 - 2 (延長) (4 - 3 PK戦)                            | ケルン (1)                      | レーゲンスブルク                                                           |  |
| 15:31                                                  | アルバース 18分 · オウス 27分 | レポート                                             | ウート 28分 · リュビチッチ 63分 | 競技場: ヤーンシュタディオン 観客数: 13,236人 主審: フェリックス・ブリッヒ |  |
|                                                        |                               | PK戦                                                 |                                 |                                                                            |  |
| マクリディス タルハンマー サラー ユルドゥルム ジンバー |                               | リュビチッチ シャボー マイナ ティールマン エヒジブエ |                                 |                                                                            |  |

| 2022年7月30日 | リューベック (4) | 1 - 0    | ハンザ・ロストック (2) | リューベック                                                                         |  |
| 15:31         | ゴズシリン 78分  | レポート |                        | 競技場: シュタディオン・アン・デア・ローミューレ 観客数: 10,351人 主審: Arne Aarnink |  |

| 2022年7月30日 | エルフェアスベルク (3)                                                        | 4 - 3    | レヴァークーゼン (1)                           | シュピーゼン＝エルヴェルスベルク                                                              |  |
| 15:31         | ロシェルト 2分 · コフィ 17分 (pen.) · シュネルバッハー 37分 · コンラッド 74分 | レポート | フロジェク 5分 · アランギス 30分 · シック 89分 | 競技場: ヴァルトシュタディオン・カイザーリンデ 観客数: 7,500人 主審: マーティン・ピーターセン |  |

| 2022年7月30日 | ヴェルニゲローデ (5) | 0 - 10   | パーダーボルン (1) | ヴェルニゲローデ                                                                  |  |
| 15:31         |                      | レポート | ジャストヴァン 7分, 46分 · ライペルツ 10分, 58分 · ピエリンガー 40分, 50分, 53分, 90分 · スルベニー 49分 · タチー 67分 | 競技場: シュポルトフォルム・ヴェルニゲローデ 観客数: 3,000人 主審: Richard Hempel |  |

| 2022年7月30日 | イラーティッセン (4) | 0 - 2    | ハイデンハイム (2)          | イラーティッセン                                                        |  |
| 15:31         |                      | レポート | マインカ 57分 · ベック 80分 | 競技場: フェーリンシュタディオン 観客数: 3,500人 主審: マルコ・フリッツ |  |

| 2022年7月30日 | バイロイト (3)  | 1 - 3 (延長) | ハンブルガーSV (2)                               | バイロイト                                                                                 |  |
| 15:31         | ヘメリッヒ 16分 | レポート     | クニスデルファー 83分, 111分 · ショーンラウ 97分 | 競技場: ハンス・ヴァルター・ヴィルト・シュタディオン 観客数: 14,700人 主審: Michael Bacher |  |

| 2022年7月30日 | オッフェンバッハ (4) | 1 - 4    | デュッセルドルフ (2)                                                   | オッフェンバッハ・アム・マイン                                           |  |
| 18:01         | レンマー 57分        | レポート | アンドレ・ホフマン 33分 · レンマー 54分 (o.g.) · ギンチェク 71分, 79分 | 競技場: ビーベラー・ベルク 観客数: 16,620人 主審: ベンジャミン・コータス |  |

| 2022年7月30日 | カールツァイス・イェーナ (3) | 0 - 1    | ヴォルフスブルク (1) | イェーナ                                                                          |  |
| 18:01         |                              | レポート | マーモウシュ 90+2分  | 競技場: エルンスト・アッべ・シュポルトフェルト 観客数: 6,100人 主審: Florian Heft |  |

| 2022年7月30日 | シュトゥットガルト・キッカーズ (5) | 2 - 0    | グロイター・フュルト (2) | シュトゥットガルト                                                                       |  |
| 18:30         | ザガリア 9分 · ブレイグ 89分       | レポート |                          | 競技場: ガジ・シュタディオン・アウフ・デル・ヴォルダウ 観客数: 7,500人 主審: Timo Gerach |  |

| 2022年7月31日 | SWレーデン (4) | 0 - 4    | ザントハウゼン (2)                                    | レーデン                                                                                       |  |
| 13:01         |                | レポート | バッハマン 23分, 45分 · クトゥジュ 32分 · ジロフ 51分 | 競技場: シュポルトプラッツ・ヴァルトシュポルトスタッテン 観客数: 1,500人 主審: Florian Lechner |  |

| 2022年7月31日 | ブレーマー (5) | 0 - 5    | シャルケ (1)                                                                      | マルシュヴェーク・シュタディオン                                 |  |
| 13:01         |                | レポート | サラサール 3分 · ドレクスラー 12分, 33分 · クミエク 39分 (o.g.) · カミンスキ 83分 | 競技場: オルデンブルク 観客数: 10,000人 主審: Patrick Hanslbauer |  |

| 2022年7月31日 | エンゲルス (5) | 1 - 7    | ビーレフェルト (2)                                                               | コブレンツ                                                                           |  |
| 15:31         | チャップ 54分  | レポート | セラ 9分, 70分 · クロス 24分, 50分 · 奥川雅也 56分 · ラズミ 86分 · ハック 90+1分 | 競技場: シュタディオン・オーベルーヴェート 観客数: 3,558人 主審: Wolfgang Haslberger |  |

| 2022年7月31日 | ショット・マインツ (5) | 0 - 3    | ハノーファー (2)                                              | マインツ                                                                   |  |
| 15:31         |                        | レポート | アールバッハ 36分 (o.g.) · ベイアー 42分 · ハース 50分 (o.g.) | 競技場: ブルヒヴェーク・シュタディオン 観客数: 3,000人 主審: Florian Exner |  |

| 2022年7月31日 | レーディングハウゼン (4) | 0 - 2 (延長) | ホッフェンハイム (1)          | レーディングハウゼン                                                               |  |
| 15:31         |                          | レポート     | カバク 115分 · プレメル 118分 | 競技場: ハッカー・ヴィーエンシュタディオン 観客数: 10,000人 主審: ロビン・ブラウン |  |

| 2022年7月31日 | カイザースラウテルン (3) | 1 - 2 (延長) | フライブルク (1)             | カイザースラウテルン                                                               |  |
| 15:31         | リッター 33分            | レポート     | ロランド 82分 · 堂安律 111分 | 競技場: フリッツ・ヴァルター・シュタディオン 観客数: 38,317人 主審: Jörg Jablonksi |  |

| 2022年7月31日 | オーベルアーハーン (3) | 1 - 9    | ボルシアMG (1) | フライブルク・イム・ブライスガウ                                       |  |
| 15:31         | フーバー 61分          | レポート | テュラム 2分, 22分, 36分 · ホフマン 37分, 45+3分 · ベンセバイニ 45分 · シュティンドル 47分 · スカリー 59分 · ノイハウス 78分 | 競技場: ドレイサムシュタディオン 観客数: 13,558人 主審: Nicolas Winter |  |

| 2022年7月31日 | ブラウ＝ヴァイス・ローネ (5) | 0 - 4    | アウクスブルク (1)                                                      | ローネ                                                                                |  |
| 15:31         |                              | レポート | マイアー 51分 · イェンセン 69分 · ニーダーレヒナー 81分 · マローン 89分 | 競技場: ハインツ・デットマー・シュタディオン 観客数: 5,000人 主審: Waschitzki Günther |  |

| 2022年7月31日                                                      | ブラウンシュヴァイク (2)                                                      | 4 - 4 (延長) (6 - 5 PK戦)                                                  | ヘルタ・ベルリン (1)                                              | ブラウンシュヴァイク                                                                 |  |
| 18:01                                                              | ベーレント 63分 (pen.) · ラウバーバッハ 66分 · フェライ 91分 · ヘニング 118分 | レポート                                                                   | ゼルケ 10分 · マオリダ 42分 · トゥサール 103分 · ルケバキオ 106分 | 競技場: アイントラハト・シュタディオン 観客数: 14,126人 主審: トビアス・スティーラー |  |
|                                                                    |                                                                               | PK戦                                                                       |                                                                   |                                                                                      |  |
| フェライ マルクス ニコラウ ドンコール ベーレント クラウス ヘニング |                                                                               | ダリダ ケニー プラッテンハルト ヨヴェティッチ エジュケ シュニッチ ケンプフ |                                                                   |                                                                                      |  |

| 2022年7月31日                              | ヴァルトホーフ・マンハイム (3) | 0 - 0 (延長) (5 - 3 PK戦)                 | ホルシュタイン・キール (2) | マンハイム                                                                       |  |
| 18:01                                      |                                | レポート                                  |                            | 競技場: カール・ベンツ・シュタディオン 観客数: 13,137人 主審: トビアス・ライヘル |  |
|                                            |                                | PK戦                                      |                            |                                                                                  |  |
| バーン ロシパル ルッソ ソーム ヴァーグナー |                                | エラス コメンダ シュルツ オキア・ヴリード |                            |                                                                                  |  |

| 2022年7月31日 | エルツゲビルゲ・アウエ (3) | 0 - 3    | マインツ (1)                                                     | アウエ                                                                                         |  |
| 18:01         |                            | レポート | コール 41分 · バルフゾルフ 70分 · イングヴァルトセン 78分 (pen.) | 競技場: スパーカッセン・エルツゲビルグススタディオン 観客数: 15,500人 主審: デニス・アイテキン |  |

| 2022年8月1日 | ケムニッツ (4) | 1 - 2 (延長) | ウニオン・ベルリン (1)             | ケムニッツ                                                                                             |  |
| 18:01        | ミュラー 62分  | レポート     | シエバチュ 64分 · ベーレンス 114分 | 競技場: シュタディオン・アン・デア・ゲラーシュトラーセ 観客数: 13,465人 主審: バスティアン・ダンケルト |  |

| 2022年8月1日 | インゴルシュタット (3) | 0 - 3    | ダルムシュタット (2)                                 | インゴルシュタット                                                            |  |
| 18:01        |                        | レポート | ティーツ 15分 · ケンペ 42分 (pen.) · ワーミング 84分 | 競技場: アウディ・シュポルトパルク 観客数: 5,298人 主審: ロベルト・ハルトマン |  |

| 2022年8月1日 | コットブス (4) | 1 - 2    | ブレーメン (1)                    | コットブス                                                                                   |  |
| 18:01        | ヘイケ 79分    | レポート | シュミット 43分 · ヴァイザー 73分 | 競技場: シュタディオン・デア・フロイントシャフト 観客数: 20,078人 主審: ダニエル・ジーベルト |  |

| 2022年8月1日 | マクデブルク (2) | 0 - 4    | フランクフルト (1)                                       | マクデブルク                                                         |  |
| 20:46        |                  | レポート | 鎌田大地 4分, 59分 · リンドストロム 31分 · アラリオ 90分 | 競技場: MDCCアレーナ 観客数: 26,350人 主審: フェリックス・ツバイヤー |  |

| 2022年8月30日 | テウトニア・オッテンセン (4) | 0 - 8    | RBライプツィヒ (1)                                                                                    | デッサウ＝ロスラウ                                                            |  |
| 20:46         |                              | レポート | ヴェルナー 19分, 20分, 43分 · シルヴァ 40分, 53分 · フォルスベリ 56分 · エンクンク 77分 · オルモ 90分 | 競技場: ポール・グライフス・シュタディウム 観客数: 13,084人 主審: Harm Osmers |  |

| 2022年8月31日 | ヴィクトリア・ケルン (3) | 0 - 5    | バイエルン・ミュンヘン (1)                                                        | ケルン                                                                            |  |
| 20:46         |                          | レポート | フラーフェンベルフ 35分 · テル 45+1分 · マネ 53分 · ムシアラ 67分 · ゴレツカ 82分 | 競技場: ラインエネルギーシュタディオン 観客数: 50,000人 主審: Matthias Jöllenbeck |  |